# Attentat du 22 mars 2021 à Guangzhou
L'attentat du 22 mars 2021 à Guangzhou, la capitale de la province du Guangdong, en Chine, est survenu lorsqu'un homme a fait exploser une bombe tuant cinq personnes, dont lui-même, et en blessant cinq autres. L'agresseur a ciblé un bureau du gouvernement local dans le village de Mingjing du district de Panyu, où il y avait eu des différends entre les résidents et les fonctionnaires au sujet d'un prétendu projet d'accaparement des terres. Selon les médias locaux, le bureau attaqué était responsable des questions d'utilisation des terres et les fonctionnaires avaient donné 270 acres de terrain aux promoteurs de Shanghai pour un projet visant à attirer les touristes, déplaçant les familles vivant dans la région.